# Karl Hermann Vohwinkel
Karl Hermann Vohwinkel (* 2. Februar 1900 in Hörde, Provinz Westfalen; † 22. September 1949 in Würzburg) war ein deutscher Dermatologe und Hochschullehrer für Haut- und Geschlechtskrankheiten.

## Leben
Als Sohn des Sanitätsrats Carl Vohwinkel begann Karl Hermann Vohwinkel an der Georg-August-Universität Göttingen Medizin zu studieren. 1919 wurde er Mitglied des Corps Hannovera. Als Inaktiver wechselte er an die Philipps-Universität Marburg und die Universität Jena. Als habilitierter Privatdozent und Oberarzt am Universitätsklinikum Tübingen gab er seine Stellung 1937 „aus politischen Gründen“ auf und ging als Sanitätsoffizier zum Heer (Wehrmacht). Zuletzt war er Oberfeldarzt und wirkte auch als Heeresbordellarzt in Norwegen. Die Julius-Maximilians-Universität Würzburg ernannte ihn mit Wirkung zum 1. Mai 1947 zum außerplanmäßigen Professor für Haut- und Geschlechtskrankheiten. Dort leitete er kommissarisch die Klinik und Poliklinik für Haut- und Geschlechtskrankheiten im Bau 12 am Universitätsklinikum Würzburg. 1949 beendete er sein Leben.

## Veröffentlichungen (Auswahl)
- mit Jean Darier: Grundriss der Dermatologie. Leipzig 1936
- mit Paul Linser: Moderne Therapie der Varicen, Hämorrhoiden und Varicocele, 2. durchgesehene und vermehrte Auflage. Stuttgart 1942
- Die Haut- und Geschlechtskrankheiten, 2. überarbeitete und vermehrte Auflage. Stuttgart 1944